# 1989 en science
| Années de la science : 1986 - 1987 - 1988 - 1989 - 1990 - 1991 - 1992    |
| Décennies de la science : 1950 - 1960 - 1970 - 1980 - 1990 - 2000 - 2010 |

Cet article présente les faits marquants de l'année 1989 en science.

## Évènements

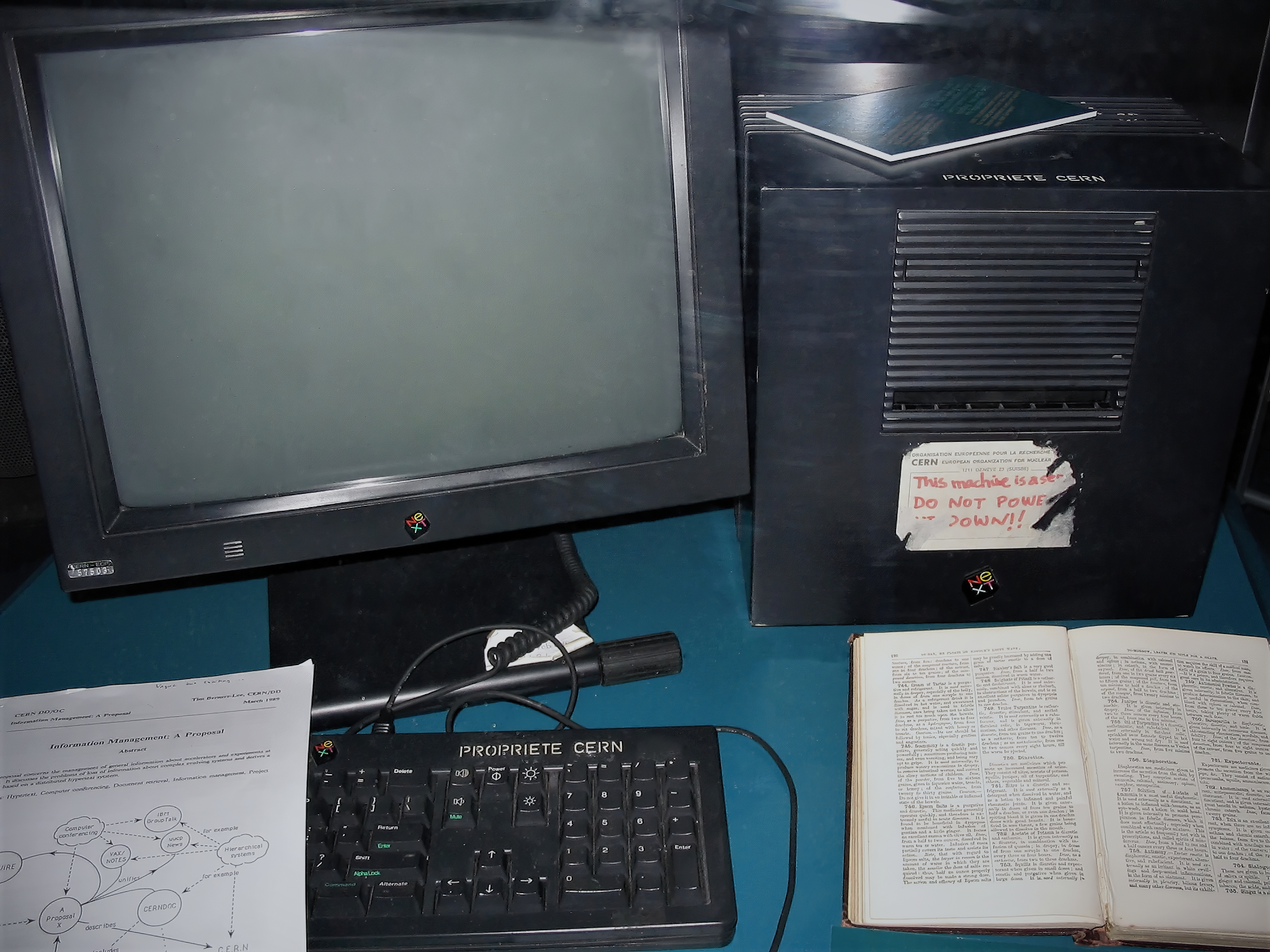
Le premier serveur Web, un NeXT Cube.

- 13 mars : Tim Berners-Lee, du CERN à Genève, propose de développer un système hypertexte organisé en Web, afin d’améliorer la diffusion des informations internes : Information Management: A Proposal[1].
- 14 juillet : mise en service du Large Electron Positron (LEP), collisionneur électron-positron du CERN[2].

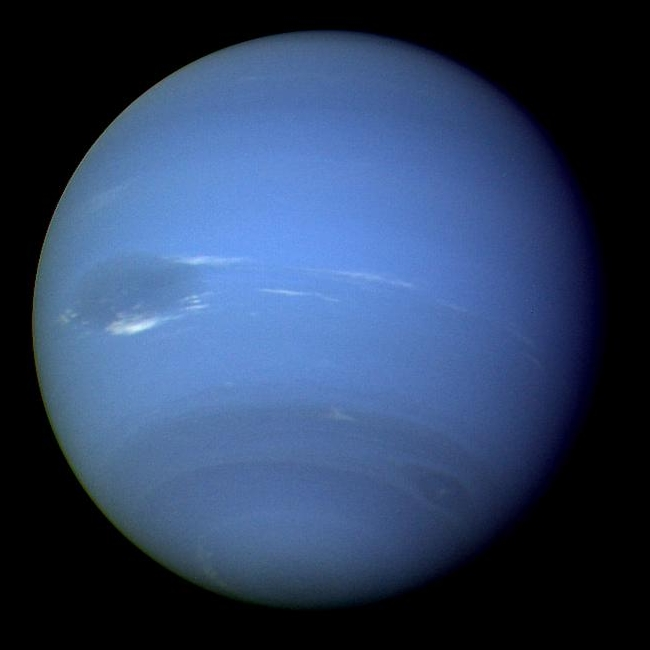
Neptune photographiée par la sonde
Voyager 2 durant l'été 1989.

- 25 août : la sonde américaine Voyager 2 approche Neptune à son maximum. Elle envoie des images de Neptune et de son système[3].
- 28 septembre : le physicien américain Don Eigler de chez IBM réussit la première manipulation d'un atome unique sur une surface à l'aide d'un microscope à effet tunnel. Le 11 novembre suivant, Eigler et son équipe utilisent un microscope pour épeler les lettres IBM avec 35 atomes de xénon[4].
- 6 octobre : Vincent Courtillot, Mark Richards et Robert Duncan associent les grandes provinces ignées (trapps) à la naissance d'un point chaud[5].
- 13 octobre : publication des premiers résultats de l'étude de la durée de vie du boson Z0 au LEP. Elle permet de prouver qu'il n'existe que trois sortes de neutrinos différents[6].
- 18 octobre : lancement par la navette spatiale Atlantis de la sonde Galileo vers la planète Jupiter[7].
- Octobre : Alan Handyside effectue le premier diagnostic préimplantatoire (DPI) par PCR sur des embryons venant de parents porteurs de la fibrose cystique, une maladie génétique[8].
- 11 novembre : Don Eigler écrit le logo d'IBM avec 35 atomes de xénon[9].

## Publications
- Jean-Pierre Changeux ; Alain Connes : Matière à pensée, Éditions Odile Jacob, Paris (1989)
- Alain Prochiantz : La Construction du cerveau, Hachette (1989)

## Prix
- Prix Nobel :

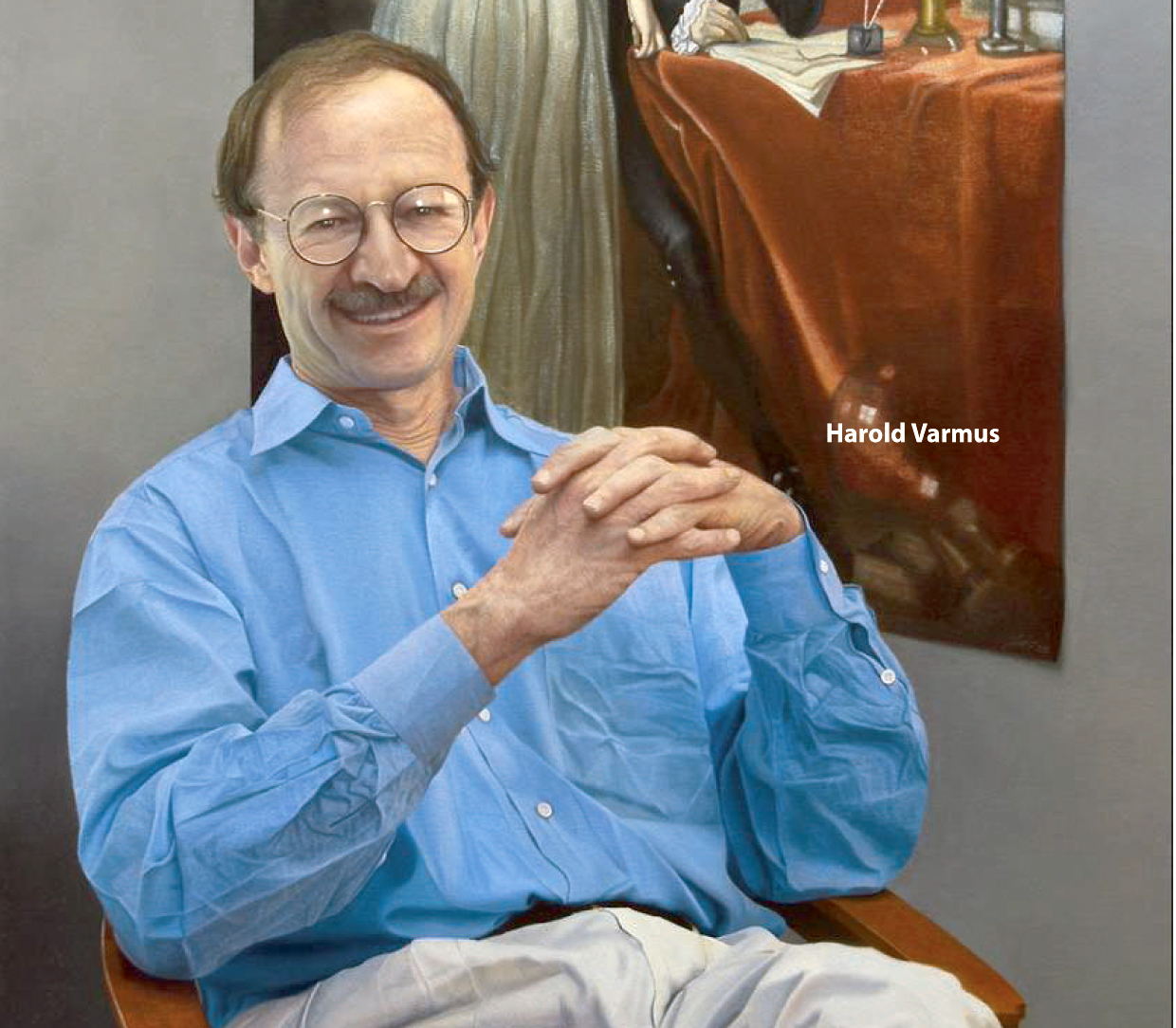
Harold Varmus.

  - Prix Nobel de physiologie ou médecine : J. Michael Bishop, Harold Varmus (Américains)
  - Prix Nobel de physique : Hans Georg Dehmelt, Wolfgang Paul, Norman Foster Ramsey
  - Prix Nobel de chimie : Sidney Altman (américain né au Canada), Thomas R. Cech (américain)

- Prix Lasker :
  - Prix Albert-Lasker pour la recherche médicale fondamentale : Michael Berridge, Alfred Gilman, Edwin Krebs, Yasutomi Nishizuka (en)
  - Prix Albert-Lasker pour la recherche médicale clinique : Étienne-Émile Baulieu

- Médailles de la Royal Society :
  - Médaille Copley : Cesar Milstein
  - Médaille Davy : Francis Gordon Albert Stone
  - Médaille Gabor : Noreen Murray
  - Médaille Hughes : John Stewart Bell
  - Médaille royale : John Vane, David Weatherall, John Charles Polanyi

- Médailles de la Geological Society of London
  - Médaille Lyell : Jake Hancock (en)
  - Médaille Murchison : Anthony Seymour Laughton
  - Médaille Wollaston : Drummond Matthews

- Prix Jules-Janssen (astronomie) : Bernard Guinot (ru)
- Prix Turing en informatique : William Kahan
- Médaille Bruce (Astronomie) : Adriaan Blaauw
- Médaille Linnéenne : William Donald Hamilton et David Smith
- Médaille d'or du CNRS : Michel Jouvet

## Naissances
- 15 avril : Adam Kanigowski, mathématicien polonais.

- Jacek Jendrej, mathématicien polonais.

## Décès
- 3 janvier :

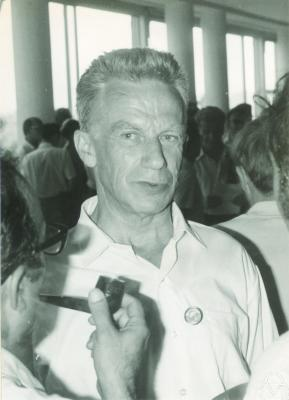
Sergueï Sobolev.

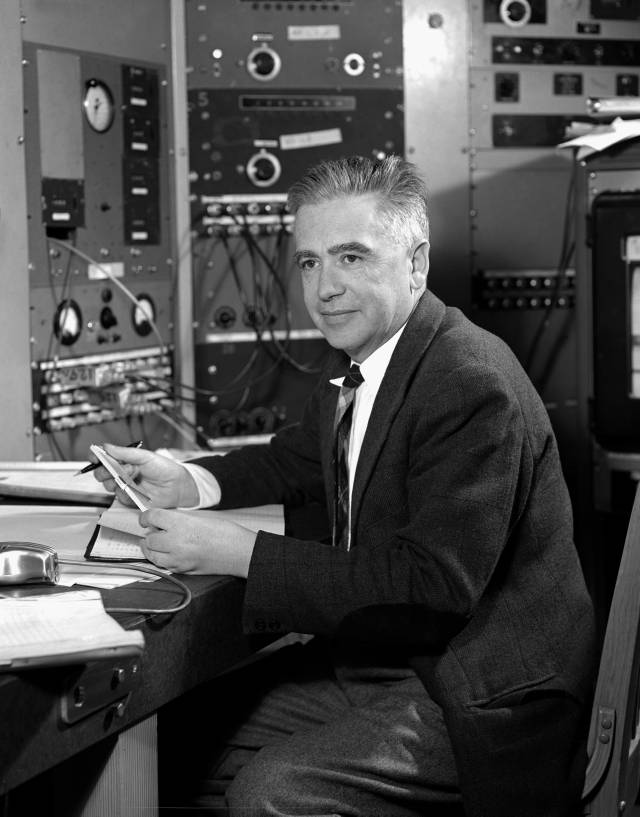
Emilio Gino Segrè en 1954.

  - Robert Banks (né en 1921), chimiste américain.
  - Sergueï Sobolev (né en 1903), mathématicien et physicien atomique russe.
- 6 janvier : Edmund Leach (né en 1910), anthropologue britannique.
- 10 janvier : Valentin Glouchko (né en 1908), ingénieur astronautique soviétique.
- 17 janvier : Baba Mardoukh Rohanee (né en 1923), mathématicien et écrivain kurde iranien.

- 27 février :
  - Konrad Lorenz (né en 1903), zoologiste autrichien, Prix Nobel de physiologie ou médecine en 1973.
  - Abel Brillanceau, géologue français.
- 18 mars : Harold Jeffreys (né en 1891), mathématicien, statisticien, géophysicien et astronome britannique.
- 30 mars : Pierre Lépine (né en 1901), médecin et biologiste français.

- 16 avril : Kaoru Ishikawa (né en 1915), ingénieur chimiste japonais.
- 22 avril :
  - György Kulin (né en 1905), astronome hongrois.
  - Emilio Gino Segrè (né en 1905), physicien italien, prix Nobel de physique en 1959.
- 27 avril : Marcel Golay (né en 1902), mathématicien, physicien et théoricien de l'information suisse.
- 28 avril : Michel de Boüard (né en 1909), historien et archéologue français.
- 15 mai : Luc Lacourcière (né en 1910), écrivain et ethnographe québécois.

- 9 juin : George Wells Beadle (né en 1903), généticien américain, prix Nobel de physiologie ou médecine en 1958.
- 17 juin : S. David Griggs (né en 1939), astronaute américain.
- 27 juin : Alfred Jules Ayer (né en 1910), philosophe, logicien et éthicien britannique.

- 22 juillet : Paul Christoph Mangelsdorf (né en 1899), agronome et botaniste américain.
- 30 juillet : Octave Mannoni (né en 1899), ethnologue et philosophe et psychanalyste français.

- 12 août :
  - William Shockley (né en 1910), physicien américain, coinventeur du transistor.
  - Henri Termier (né en 1897), géologue français.
- 29 août : Peter Scott (né en 1909), ornithologue britannique.

- 5 septembre : John Barkley Rosser (né en 1907), mathématicien et logicien américain.

- 11 octobre : Marion King Hubbert (né en 1903), géophysicien américain.
- 17 octobre : 
  - Mark Krein (né en 1907), mathématicien ukrainien.
  - Charles Pedersen (né en 1904), chimiste organicien américain, prix Nobel de chimie en 1987.

- 1er novembre : Robert Moon (né en 1911), physicien, chimiste et ingénieur américain.
- 2 novembre : Morris DeGroot (né en 1931), statisticien américain.
- 24 novembre : Richard Korherr (né en 1903), économiste et statisticien allemand.

- 3 décembre : Jean Barriol (né en 1909), chimiste français.
- 14 décembre : Andreï Sakharov (né en 1921), physicien nucléaire russe, prix Nobel de la paix en 1975.
- 28 décembre : Hermann Oberth (né en 1894), physicien allemand, il fut l'un des pères du vol spatial.